# ノッティンガム
ノッティンガム（Nottingham）は、イングランドの中心部ノッティンガムシャーにある単一自治体。
町の中心をレーン川が流れ、南の境界線にはトレント川が流れている。イングランドのほぼ中心に位置することから交易や政治の中心とされ、王城のノッティンガム城が置かれた。また、地下には870個のノッティンガムの洞窟群が広がっており、様々な活用が成された。
名称は、サクソン人の首長の名Snotに、古英語で「村」を意味するhamを加えたSnotengahamから来ており、「Snotらの村」という意味がある。
人口はおよそ275,100人とイングランドでは27位、郊外には70万人以上が住んでいるといわれている。学生が多く、人口の約10%は学生である。

## 歴史

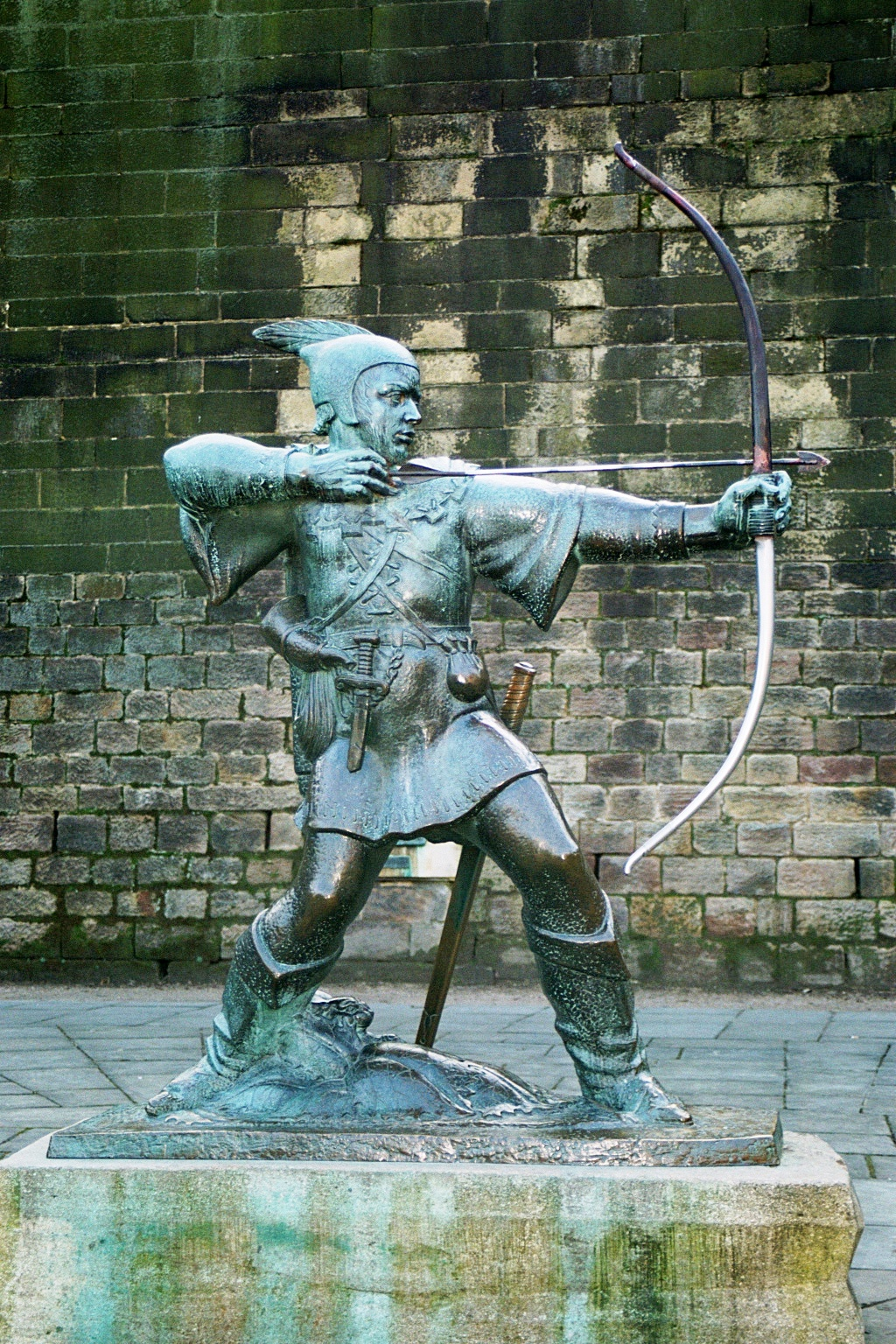
ロビン・フッドの像

西暦600年より後にはアングロ・サクソンが住んでいた。後にデーン人により支配されるようになり、9世紀ころにはデーンロウの一部であった。
中世にはロビン・フッドの伝説によって有名になった。ロビン・フッドはノッティンガムから北へ30kmほど行ったところにあるシャーウッドの森に住んでいたといわれている。
清教徒革命（イングランド内戦）が勃発した場所でもあり、1642年8月にイングランド王チャールズ1世はノッティンガムで王党派を結集し、議会派（長期議会）討伐を掲げて挙兵、第一次イングランド内戦が始まった。
近世のノッティンガムは町の美しさに定評があり、17世紀末にイングランドを旅した女性旅行家のシーリア・ファインズは、ノッティンガムを自分が訪れた中でもっとも美しい町と評し、ノッティンガムを基準に多くの町を評価した。
しかし、19世紀の産業革命と人口の急増にノッティンガムは対応できなかった。町の境界に隣接する自由農民たちの開放耕地によって郊外に宅地を開発することが妨げられ、過密なスラム街を抱える劣悪な住環境の都市となった。1920年代から1930年代になってスラム街は一掃された。

## 交通
- M1自動車道
- ミッドランド・メインライン - ノッティンガムとロンドンを結ぶ鉄道会社。
- イースト・ミッドランズ空港 - bmibaby、ライアンエアー、イージージェットなどが就航。
- ノッティンガム・エクスプレス・トランジット - 2004年に開業したLRT（路面電車方式を採用したライトレール）。民間資本と行政が一体となって事業を行う｢PFI事業｣によって建設が進められた。一部区間は在来鉄道の貨物線の廃線跡を利用して建設されている。

## 教育
ノッティンガム大学とノッティンガム・トレント大学、University of Lawという3つの大学があり、62,000人以上の学生が学んでいる。
継続教育のための大学Bilborough College、Sixth form collegeなどがある。

## スポーツ
ノッティンガム・フォレストFCとノッツ・カウンティFCという2つのサッカークラブがあるほか、スポーツが盛んである。
観光団体 VisitEngland によるネット投票にて、Home of English Sport の座を手に入れたことから分かるように、アーチェリーやクリケット、フィギュアスケートなど、多くのスポーツ選手が活躍しやすい環境が整えられている。

## 観光
- ノッティンガム城

## 出身人物
- アラン・シリトー - 作家
- アンディ・コール - サッカー選手
- イアン・ペイス - ディープ・パープルのドラマー
- サマンサ・モートン - 女優
- ジェイク・バグ - シンガーソングライター
- ジャーメイン・ジェナス - サッカー選手
- D・H・ローレンス - 作家
- ドナルド・プレザンス - 俳優
- ハロルド・シップマン - 医者・連続殺人犯
- ポール・スミス - ファッションデザイナー

## 姉妹都市
- リュブリャナ、スロヴェニア 1963年
- ミンスク、ベラルーシ 1966年
- カールスルーエ、ドイツ 1969年
- ハラレ、ジンバブエ 1981年
- ヘント、ベルギー 1985年
- 寧波市、中国 2005年
- ティミショアラ、ルーマニア 2008年